# 변덕스러운 로맨틱
〈변덕스러운 로맨틱〉(일본어: 気まぐれロマンティック 기마구레 로만팃쿠[*])은 이키모노가카리의 노래다. 12번째 싱글로서 에픽 레코드 재팬에서 CD 싱글, 디지털 다운로드로 2008년 12월 3일에 발매되었다.

## 해설
3번째 앨범 《My song Your song》의 선행 싱글로서 전작 〈플라네타륨〉으로부터 약 1개월 반만에 발매된 싱글이다.
A면 곡 〈변덕스러운 로맨틱〉은 후지 TV 계열 텔레비전 드라마 《세레브와 빈곤타로》의 주제가다. B면 곡 〈message〉는 닌텐도 DS용 게임 소프트웨어 《대합주! 밴드 브라더스 DX》의 CM 송으로 쓰였다.

## 곡 목록
| #  | 제목                                           | 작사·작곡       | 편곡          | 현편곡 | 재생 시간 |
| -- | ---------------------------------------------- | --------------- | ------------- | ------ | --------- |
| 1. | 〈변덕스러운 로맨틱〉 (気まぐれロマンティック) | 미즈노 요시키   | 크러셔 키무라 | 4:03   |           |
| 2. | 〈message〉                                    | 야마시타 호타카 | －            | 4:18   |           |
| 3. | 〈변덕스러운 로맨틱 -instrumental-〉           | －              | －            |        |           |

## 커버
- 시마무라 우즈키(오오하시 아야카) - 음반 《THE IDOLM@STER CINDERELLA MASTER Cute jewelries! 001》 (2013년 10월 9일) 수록
- 타카기 양(타카하시 리에) - 텔레비전 애니메이션 《장난을 잘 치는 타카기 양》 제1화·제2화·OVA 엔딩 테마. 앨범 《장난을 잘 치는 타카기 양 Cover Song Collection》 (2018년 3월 28일) 수록.
- Pastel*Palettes[마루야마 아야(마에시마 아미)] - 게임 《뱅드림! 걸즈 밴드 파티!》 수록곡(2018년 5월 3일 추가).[1]
- 아랴(우에사카 스미레) - 텔레비전 애니메이션 《가끔씩 툭하고 러시아어로 부끄러워하는 옆자리의 아랴 양》 제11화 엔딩 테마.[2]